# توني بروك (موسيقي)
توني بروك (بالإنجليزية: Tony Brock)‏ هو موسيقي بريطاني، ولد في 31 مارس 1954.

## وصلات خارجية
- توني بروك على موقع ميوزك برينز (الإنجليزية)
- توني بروك على موقع ديسكوغز (الإنجليزية)